# Zimmo
Zimmo is een immobiliënwebsite die het online Belgisch vastgoedaanbod van makelaars en notarissen verzamelt.
Zimmo werd opgericht op 7 april 2008. Sinds 23 oktober 2013 maakt Zimmo deel uit van de nv Mediahuis. In april 2018 voegde Mediahuis Hebbes en Zimmo samen en werd de naam Zimmo gehandhaafd. Zimmo had in januari 2020 dagelijks gemiddeld bijna 120.000 bezoekers en een marktaandeel van ruim 23 procent, en het platform was daarmee na Immoweb het grootste vastgoedplatform in België.